# Le Trépied
Le Trépied är den högsta punkten, 207 m ö.h., på ön Saint-Pierre i den franska ögruppen Saint-Pierre och Miquelon. 